# Nannocharax luapulae
Nannocharax luapulae är en fiskart som beskrevs av Boulenger, 1915. Nannocharax luapulae ingår i släktet Nannocharax och familjen Distichodontidae. IUCN kategoriserar arten globalt som livskraftig. Inga underarter finns listade i Catalogue of Life.